# Championnat du Venezuela de football 1965
Navigation
Saison 1964 Saison 1966
La saison 1965 du championnat du Venezuela de football est la neuvième édition du championnat de première division professionnelle au Venezuela et la quarante-cinquième saison du championnat national. Les huit équipes sont regroupées au sein d'une poule unique dans laquelle elles s'affrontent quatre fois: deux fois à domicile et deux fois à l'extérieur.
C'est le Lara FC qui remporte la compétition, après avoir terminé en tête du classement final, avec un seul point d'avance sur le Deportivo Italia et deux sur Tiquire Flores. C'est le tout premier titre de champion de l'histoire du club, qui manque le doublé en s'inclinant en finale de la Copa Venezuela face à Valencia FC.
L'élargissement de la Copa Libertadores permet au deuxième du classement de se qualifier pour la compétition continentale en compagnie du champion.

## Les clubs participants
| - Deportivo Portugués - Tiquire Flores - UD Canarias - Deportivo Italia | - Deportivo Galicia - La Salle FC - Lara FC - Valencia FC |

## Compétition
Le barème utilisé pour établir le classement est le suivant :
- Victoire : 2 points
- Match nul : 1 point
- Défaite : 0 point

### Classement
| Rang | Équipe              | Pts | J  | G  | N  | P  | Bp | Bc | Diff |
| ---- | ------------------- | --- | -- | -- | -- | -- | -- | -- | ---- |
| 1    | Lara FC             | 35  | 28 | 12 | 11 | 5  | 48 | 31 | +17  |
| 2    | Deportivo Italia    | 34  | 28 | 11 | 12 | 5  | 42 | 33 | +9   |
| 3    | Tiquire Flores      | 33  | 28 | 13 | 7  | 8  | 43 | 40 | +3   |
| 4    | UD Canarias         | 32  | 28 | 12 | 8  | 8  | 38 | 33 | +5   |
| 5    | Valencia FCC        | 28  | 28 | 11 | 6  | 11 | 45 | 43 | +2   |
| 6    | Deportivo GaliciaT  | 23  | 28 | 9  | 5  | 14 | 42 | 48 | -6   |
| 7    | Deportivo Portugués | 21  | 28 | 9  | 3  | 16 | 44 | 55 | -11  |
| 8    | La Salle FC         | 18  | 28 | 7  | 4  | 17 | 35 | 54 | -19  |

|  | Qualification pour la Copa Libertadores 1966 |

## Bilan de la saison
| Championnat du Venezuela de football 1965 |                     |
| Champion                                  | Lara FC (1er titre) |
| Coupes et trophées                        |                     |
| Vainqueur de la Coupe du Venezuela 1965   | Valencia FC         |
| Qualifications continentales              |                     |
| Copa Libertadores 1966                    | Lara FC             |
| Copa Libertadores 1966                    | Deportivo Italia    |
| Promotions et relégations                 |                     |
| Promus en Primera División                | Aucun               |
| Relégués en Segunda A                     | Aucun               |